# SAR-Lupe
SAR-Lupe — немецкая разведывательная спутниковая система, состоящая из пяти одинаковых спутников-радаров и одной наземной станции управления. Является третьей в мире (после США и РФ) разведывательной системой, которая может получать круглосуточно и независимо от погодных условий изображения любого участка поверхности Земли с высоким разрешением. Начало эксплуатации — декабрь 2007 года. Достижение полной функциональности — в 2008 году.

## ТТХ

### Параметры спутников
Запуск спутников осуществляется с 2006 по 2008 год с российского космодрома в Плесецке при помощи ракеты-носителя Космос-3М. Первый спутник был запущен в декабре 2006 года и с января 2007 года введён в эксплуатацию. Второй спутник был запущен 2 июля 2007 года. Третий — 1 ноября 2007 года. Четвёртый — 27 марта 2008 года.
Масса одного спутника составляет примерно 720 кг. Размеры составляют 4 × 3 × 2 м. Оцениваемое время активного существования составляет 10 лет при доступности в течение 97 % времени в году. Средняя потребляемая мощность — 250 Вт.
Спутники помещаются на трёх околополярных орбитах высотой около 500 км.
Солнечные батареи и сканирующие антенны являются неподвижными. Вследствие этого для выполнения различных задач необходимо менять ориентацию спутника в пространстве. Изменение ориентации осуществляется при помощи магнитных катушек и маховиков. Кроме того, на спутниках есть двигатели на гидразине.

### Принцип работы

#### Радар
Спутники используют радары на принципе синтезирования апертуры, позволяющие получать изображения поверхности вне зависимости от наличия освещения и облачности. Метод синтетической апертуры позволяет за счёт многократного получения изображения одного элемента поверхности с различных углов наблюдения получить существенное увеличение пространственного разрешения, по сравнению с обыкновенным радаром. В режиме «высокого разрешения» последовательность сканирующих импульсов направляется на цель с интервалом примерно 11 секунд. Значение используемой при этом мощности засекречено. Так как параболическая антенна неподвижно закреплена на спутнике, то при этом необходимо поворачивать спутник, чтобы осуществлять слежение за целью.
Помимо независимости от погоды, радарная технология даёт ещё одно преимущество по сравнению с оптической разведкой: она позволяет лучше определять высоты рельефа и скорости движения объектов. Так как излучение радаров особенно хорошо отражается от воды и металлов, то оно особенно полезно при обнаружении людей и технических сооружений (например машин или мин). В определённой степени излучение проникает и сквозь кроны деревьев и маскировочные сети. Хотя при помощи постановки радиопомех в принципе возможно нарушить работу радара.

#### Режимы работы и свойство «лупы»
Спутник может работать в режиме сканирования полосы (нормальный режим. Скорость над поверхностью примерно 7 км/с) и в режиме наблюдения за точкой (режим высокого разрешения). При этом спутник поворачивается таким образом, что его движение относительно Земли (в определённой степени) компенсируется и возникает возможность получить снимки высокого разрешения.
Слово «лупа» в названии обозначает возможность снимать определённые особенно интересные цели с существенно большим разрешением. По данным производителя, мировых аналогов такой технологии не существует, что достигается за счёт комбинирования методики синтетической апертуры (вероятно одновременно с двумя или тремя спутниками) и манёвра наблюдения за точкой, в комплексе с алгоритмами обработки изображений. В режиме лупы движение объекта ухудшает разрешающую способность метода, поэтому предпочтительно применять этот метод для съёмки неподвижных объектов. В открытых источниках нет информации о том, какое влияние оказывает режим лупы на потребление энергии и количество данных (занимаемая оперативная память). Время, необходимое для повторной съёмки того же объекта в этом режиме, и максимально возможное количество таких съёмок также не публикуются. Для стабилизации при помощи маховиков и манёвров на орбите требуется энергия, которая частично возмещается при помощи солнечных батарей.

#### Разрешение
В режиме лупы максимальное разрешение составляет менее одного метра. По данным производителя, разрешение спутника выше чем у аналогичных американских и российских систем. Полоса захвата имеет размеры 5,5 × 5,5 км в «наивысшем разрешении» менее 1 м и 60 × 8 км в «высоком разрешении». Ширина полосы захвата ограничивается возможностями радара, длина (в режиме полосы) вероятно либо методом обработки данных, либо потребляемой мощностью. Точные данные о зависимости разрешения от высоты и скорости засекречены.

### Наземная станция
Наземная станция была построена с 2004 по 2006 год в ФРГ, в районе Гельсдорф, неподалёку от Бонна.
Наземная станция состоит из двух сегментов — сегмента пользователя и сегмента контроля. Первый осуществляет выбор цели и обработку изображений, второй отвечает за техническое управление, передачу данных и создание изображений. Сам спутник передаёт не изображения, а необработанные данные.

### Обработка данных на наземной станции
Связь с Землей в принципе возможна только тогда, когда спутник находится в пределах прямой видимости. По этой причине полученные данные сначала буферизируются на спутнике. Память на спутнике ограничена 128 ГБ, что позволяет получать не более 30 изображений в день (возможно, что это ограничение возникает также за счёт потребляемой энергии и ширины полосы пропускания канала связи).
Для передачи данных используется Х-полоса электромагнитного излучения (при этом используется та же антенна, что и для радара). Данные управления и телеметрии передаются в зашифрованном виде в S-полосе (непосредственно с наземной станции или через другие спутники).
Среднее время реакции (время от запроса до передачи изображений) составляет примерно 11 часов. Правда, 95 % запросов требуют для своего исполнения 19 часов. Сообщения о мероприятиях по существенному уменьшению этого времени за счёт специальных морских судов или мобильных станций контроля, как это делается в США или РФ, официально не публикуются.

## Даты запусков

### SAR-Lupe 1
Первый спутник был предоставлен заказчику 21 сентября 2006 года. Перед запуском спутник прошёл разнообразные тесты в фирме IABG в Оттобрунне.
Для запуска спутника ракета-носитель Космос должна быть подвергнута модификации, так как спутники SAR-Lupe были слишком велики для стандартной ракеты. Для этого был изготовлен новый головной обтекатель, который была проверен при запуске российского спутника в 2005 году.
SAR-Lupe 1 был запущен 19 декабря 2006 года в 16:00:19,252 МСК из Плесецка. Примерно через 90 минут были переданы первые данные. Спутник достиг заданной орбиты, работал стабильно и реагировал на команды.
8 января 2007 года контроль над спутником был передан военной наземной станции контроля. 19 января фирма изготовитель OHB Technology объявила, что вся цепочка получения изображений — радар, контроль положения, передача и обработка данных — продемонстрировала заявленную функциональность.

### SAR-Lupe 2
Первоначальная дата старта, 1 июля 2007 года, была сдвинута на один день по причине сильных высотных ветров. SAR-Lupe 2 был запущен 2 июля в 21:38:41 МСК из Плесецка. Приблизительно через полчаса спутник был выведен на целевую орбиту. Первый сигнал был принят на станции Кергелен на юге Индийского океана. Первый прямой контакт между спутником и станцией контроля был осуществлён согласно плану через 92 минуты после старта. После тестов спутник безупречно функционирует на орбите.

### SAR-Lupe 3
1 ноября 2007 года. На той же ракете-носителе был осуществлён запуск экспериментального спутника связи AIS.

### SAR-Lupe 4
27 марта 2008 года в 20:15 МСК. По причине плохой погоды старт передвигался дважды.

### SAR-Lupe 5
22 июля 2008 года в 06:40 МСК. Пятый и последний спутник семейства SAR-Lupe.

### SARah 1
18 июня 2022 года был запущен спутник SARah 1, первый в группировке, которая должна стать развитием и обновлением SAR-Lupe. Масса спутника около 4000 кг, запуск произведен носителем Falcon 9 с базы Ванденберг.

### SARah 2, SARah 3
24 декабря 2023 года группировка SARah пополнена спутниками SARah 2 и SARah 3 массой около 1800 кг каждый, запущенными носителем Falcon 9 с базы Ванденберг.

## История создания
Система SAR-Lupe является малобюджетным решением. Первоначальный проект Хорус был отменён, так как его проектная стоимость в 5 миллиардов немецких марок была слишком высока для правительства ФРГ. В 1998 году начались работы по проекту SAR-Lupe, который по первоначальным оценкам должен был стоить 370 миллионов евро. В бюджете Бундесвера в 2008 году стоимость системы оценивается в 746 миллионов евро. Уменьшение стоимости было достигнуто за счёт уменьшения возможностей системы — например, радар сделали неподвижным, применения уже существующих составляющих, уменьшения размеров, а также покупки самых дешёвых компонентов (менее половины компонентов производится в ФРГ).

### Заказчик
Система принадлежит Бундесверу. Заказчиком выступает Министерство обороны ФРГ и федеративный комитет по оборонной технике и закупкам. Эксплуатация осуществляется недавно основанным «отделом спутниковой разведки» управления стратегической разведки ФРГ. В отделе служат 31 офицер, 39 унтер-офицеров и 23 гражданских специалиста.
Следующие службы имеют право пользования системой:
- Оперативный штаб бундесвера,
- Штабы родов видов войск,
- Центр задач верификации бундесвера,
- Ведомство геоинформации бундесвера.

Центр разведки бундесвера определяет последовательность обработки заявок и передаёт их в центр управления. Кроме того, предусмотрено использование системы в случае катастроф.

### Изготовитель
Изготовлением системы SAR-Lupe занимается консорциум европейских фирм, возглавляемый АО OHB Technology, осуществляющим общее руководство проектом и управление наземной станцией контроля.
Радары поставляются фирмой Alcatel Space. Усилители — TESAT-Spacecom. Лампы бегущей волны — THALES. Параболическая антенна — Saab Ericsson Space. Батареи — ABSL. Гироскопы — Kearfott. Маховики — Rockwell Collins. Прочие партнёры:
Carlo Gavazzi Space SpA, COSMOS International Satellitenstart GmbH, EADS, (DLR), RTG, ZARM и Astrofein.

### Кооперация (E-SGA и FSLGS)
30 июля 2002 в городе Шверин был заключен договор о кооперации с французской армией, которая использует систему Helios для оптической спутниковой разведки. Станция контроля дающая французам возможность контроля SAR-Lupe называется FSLGS («French SAR-Lupe Ground Segment»). В ответ французская сторона предоставляет возможность использования системой Helios.
1 декабря 2006 года фирма OHB Technology получила от федеративного комитета по оборонной технике и закупкам заказ на реализацию договора. Стоимость составляет примерно 87 миллионов евро.
Предполагается, что и другие страны ЕС войдут в этот союз. Целью является создание в среднесрочной перспективе общего разведывательного союза ЕС. Этот факт предусматривается в планах: система построена модульно и способна к расширению.